# Чунчжоу
Чунчжо́у (кит. упр. 崇州, пиньинь Chóngzhōu) — городской уезд города субпровинциального значения Чэнду провинции Сычуань (КНР).

## География
Чунчжоу расположен к западу от городского центра Чэнду. 

## История
В 206 году до н. э. здесь был образован уезд Цзянъюань (江原县). При империи Цзинь он был переименован в Цзиньюань (晋原县). При империи Тан в 686 году была образована область Шу (蜀州), которой подчинялись четыре уезда (в том числе Цзиньюань). При империи Южная Сун в 1144 году область была поднята в статусе и переименована, став Чунцинской управой (崇庆府). При империи Юань в 1283 году управа была понижена в статусе и стала Чунцинской областью (崇庆州). После Циньхайской революции области в Китайской республики были ликвидированы, и в 1913 году был образован уезд Чунцин (崇庆县).
В 1950 году был образован Специальный район Вэньцзян (温江专区), и уезд вошёл в его состав; в 1970 году Специальный район Вэньцзян был переименован в Округ Вэньцзян (温江地区). В 1983 году округ Вэньцзян был расформирован, и уезд перешёл под юрисдикцию Чэнду. Постановлением Госсовета КНР от июня 1994 года уезд Чунцин был преобразован в городской уезд Чунчжоу.

## Административное деление
Городской уезд Чунчжоу делится на 1 уличный комитет, 18 посёлков и 6 волостей.

## Экономика
Чунчжоу является промышленным и аграрным пригородом Чэнду. В уезде сохраняются обширные сельскохозяйственные угодья и лесные массивы. Основные отрасли промышленности — производство пластиковых, стекольных и бумажных изделий, стройматериалов, продуктов питания и напитков, готовой одежды и обуви, беспилотных летательных аппаратов и двигателей к ним. Также в Чунчжоу расположен испытательный центр авиадвигателей компании Zhongfa Tianxin Aviation Technology.  
В Чунчжоу базируются производитель пластиковых труб Kangtai Plastic Science Technology Group, производитель стеклянной тары Sichuan Shubo Group, производитель аккумуляторов Chengdu Chuanxi Storage Battery Group, производитель электроники Chengdu Lingtai Technology, производители стройматериалов Chengdu Xihe Commercial Concrete и Chongzhou Botao Construction Material, производитель алкогольных напитков Sichuan Jinpendi Group, химические заводы Chengdu Xibulun New Material и Sichuan Chuanhui Plastic.

### Сельское хозяйство
Рисовые поля Чунчжоу известны как «житница Тяньфу».

## Транспорт

### Автомобильный
Через Чунчжоу проходят кольцевая автомагистраль G4202 и скоростная автомагистраль S8 (Чэнду — Цюнлай).

### Железнодорожный
Чунчжоу пересекает железная дорога Чэнду — Яань.

## Достопримечательности
В Чунчжоу расположен классический китайский сад Яньхуачи с конфуцианским храмом, пагодой и павильонами вокруг пруда.

## Спорт
В Чунчжоу расположен спортивный комплекс Chongzhou Sports Centre с футбольным стадионом на 22 тыс. мест.